# Жестков, Александр Петрович
Александр Петрович Жестков (1922—1944) — лейтенант Рабоче-крестьянской Красной армии, участник Великой Отечественной войны, Герой Советского Союза (1945).

## Биография
Александр Жестков родился 26 июля 1922 года в деревне Славцево (ныне — в Меленковском районе Владимирской области). Получил неполное среднее образование, после чего работал в колхозе. В 1940 году Жестков был призван на службу в Рабоче-крестьянскую Красную Армию. Окончил курсы младших лейтенантов. С февраля 1943 года — на фронтах Великой Отечественной войны. К июню 1944 года гвардии лейтенант Александр Жестков командовал пулемётным взводом 279-го гвардейского стрелкового полка 91-й гвардейской стрелковой дивизии 39-й армии 3-го Белорусского фронта. Отличился во время освобождения Витебского района Витебской области Белорусской ССР.
23 июня 1944 года в районе деревни Карповичи взвод Жесткова подавил шесть вражеских огневых точек и уничтожил около роты немецких солдат и офицеров. В ночь с 24 на 25 июня 1944 года в районе деревни Комары в 6 километрах к западу от Витебска, когда взвод Жесткова подвергся контратаке превосходящих сил противника, вместе со своими бойцами он уничтожил более двух рот немецкой пехоты. 27 июня 1944 года Жестков погиб в бою. Похоронен в деревне Воеводки Витебского района.
Указом Президиума Верховного Совета СССР от 24 марта 1945 года гвардии лейтенант Александр Жестков посмертно был удостоен высокого звания Героя Советского Союза. Также был награждён орденами Ленина и Красной Звезды, рядом медалей.
В честь Жесткова названы улицы в Меленках и Витебске.